# Истребитель драконов
«Истребитель драконов» (англ. Dragon Fighter) — оригинальный фильм телеканала Syfy Universal. Производство студии UFO совместно с Dragon Productions. Жанр — фантастический триллер с элементами фильма ужасов. Режиссёр и автор сценария — Филлип Дж. Рот.
Премьера фильма состоялась 4 января 2003 года.

## Сюжет
Южная Англия, 1109 год. Отряд рыцарей выслеживает огнедышащего дракона, который только что сжёг дотла небольшой городок и уничтожил всех его жителей. В горном ущелье охотники обнаруживают пещеру, где прячется дракон, и начинается сражение, в ходе которого все охотники (за исключением одного) погибают, но и сам дракон в результате взрыва бочонка с порохом оказывается замурован в своём логове.
США, Северная Калифорния, наши дни. Биолог доктор Иэн Дракович, руководитель сверхсекретной научной лаборатории, где проводятся эксперименты по клонированию животных, в сопровождении нового начальника охраны (и по совместительству — пилота вертолёта) капитана Дэвида Карвера, возвращается из деловой поездки. Собрав своих сотрудников, он объявляет, что привёз образец ДНК неизвестного науке динозавроподобного существа, останки которого были найдены в Эссексе во время строительных работ. Карвер первым высказывает предположение, что речь идёт об останках дракона, но все остальные поднимают его на смех.
Команда доктора Драковича приступает к клонированию. Вначале всё идёт нормально, но через несколько часов, когда инкубация завершается, родившееся существо убивает двоих сотрудников лаборатории и начинает громить всё подряд (включая пульт управления и средства связи), пока не прорывается в систему туннелей, расположенных вокруг лаборатории. Карвер совместно с Грегом Тревисом, специалистом-этологом, отправляются на поиски беглой «зверушки», но когда они её находят, оказывается, что это — самый настоящий огнедышащий дракон. Он убивает Грега, а Карверу едва удаётся спастись. Теперь всем оставшимся в лаборатории людям грозит смертельная опасность — они полностью отрезаны от внешнего мира, а вокруг лаборатории рыскает ненасытное чудовище.
Проблема усугубляется тем, что Дракович, стремясь любой ценой сохранить своё создание, готов ради этого пожертвовать кем угодно. Он даже отказывается впустить Карвера, за которым гонится дракон, пока Сергей Петров (прежний начальник охраны) под дулом пистолета не заставляет его набрать секретный код, открывающий дверь.
Пытаясь отремонтировать систему энергоснабжения лифта, выведенную драконом из строя, Сергей погибает. Затем гибнут ещё трое членов команды Драковича — компьютерщик-алкоголик Кевин Кориш, биолог Бэйли Кент и повар Куки.
Карверу, Драковичу и последней оставшейся в живых сотруднице его лаборатории — доктору Мередит Уинтер — удаётся выбраться на поверхность и сесть в вертолёт Карвера буквально за несколько минут до взрыва ядерного реактора. Лаборатория Драковича уничтожена, но дракон не погиб при взрыве, и теперь преследует их. Дракович, словно обезумев, забыв об осторожности, с восторгом наблюдает за воздушными манёврами своего детища, пока случайно не вываливается из вертолёта.

## Актёры и роли
| Актёр            | Роль                  |
| ---------------- | --------------------- |
| Дин Кейн         | капитан Дэвид Карвер  |
| Роберт Зейкер    | доктор Иэн Дракович   |
| Кристина Байерс  | доктор Мередит Уинтер |
| Маркус Орелиус   | доктор Грег Тревис    |
| Роберт Дитиллио  | Кевин Кориш           |
| Весела Димитрова | Бэйли Кент            |
| Христо Шопов     | капитан Сергей Петров |
| Чак Экерт        | повар Куки            |